# Brenda Magaña
Brenda Vianey Magaña Almaral (nacida el 27 de julio de 1977 en Guadalajara, Jalisco) es una gimnasta mexicana de la disciplina de gimnasia artística femenina. Fue la primera mujer en completar satisfactoriamente el triple mortal hacia atrás en las barras asimétricas, realizado en el Campeonato Mundial de Gimnasia de 2002 en Debrecen. Este movimiento es insólito hasta entre gimnastas masculinos, y en el código de puntuación de la gimnasia artística femenina lleva su nombre como elemento de máxima dificultad.
Comenzó a practicar la gimnasia a la edad de tres años en el Club Deportivo el Atlas Paradero en Guadalajara. Con 5 años participó en su primera competencia a nivel internacional en Checoslovaquia.